# Museo de Historia del Arte
El Museo de Historia del Arte es un museo didáctico que exhibe diversas piezas originales así como  réplicas de diferentes culturas y regiones. El mismo se ubica en el ala oeste del Palacio Municipal, en pleno centro de Montevideo.

## Acervo
Su acervo incluye numerosos calcos de arte egipcio, griego y romano. En el mismo se exponen de manera  permanente calcos en yeso de la Victoria alada de Samotracia, el Discóbolo, la Venus de Milo, Nefertiti y destacadas obras del arte universal, muchos de ellos son "primeras copias" tomadas directamente de los originales que se encuentran dispersos en importantes museos de todo el mundo. También se incluyen piezas originales como la momia de la sacerdotisa egipcia "Eso Eris".
Su acervo incluye secciones de prehistoria, arte europeo hasta al siglo XIX, Egipto, Mesopotamia, Grecia, Roma, India, sureste asiático y arte islámico. Cuenta con tres colecciones etnográficas: arte africano, textiles mayas-guatemaltecos y armas y armaduras samurái.
La colección de arte precolombino está integrada por piezas originales e incluye una sección especial de arqueología en Uruguay.

## Salas
Planta baja: 
- Sala mayor
- Sala de exposiciones temporarias
- Sala polivalente
- Biblioteca, Archivo de catálogos de exposiciones y Diapoteca, especializadas en arte, historia, arqueología y arquitectura.
- Cafetería

Primer subsuelo:
- Arte Occidental en 7 salas: Prehistoria, Egipto, Mesopotamia, Irán, Grecia Arcaica, Grecia Clásica y Helenística, y Roma
- Sala de Usos múltiples

Segundo subsuelo:
- Arte Precolombino en 4 salas dedicadas a Mesoamérica, Sudamérica y arqueología nacional.
- Arte Colonial, pintura, imaginería religiosa y mobiliario de época.